# Universo estático
Universo estático, também conhecido como universo "estacionário" ou "infinito" ou "estático infinito", é um modelo cosmológico no qual o universo é espacialmente infinito e temporalmente infinito e o espaço não se expande nem se contrai. Tal universo não tem curvatura espacial; isto é, ele é "plano" ou euclidiano. Um universo estático infinito foi proposto pela primeira vez por Thomas Digges.
Em contraste com esse modelo, Albert Einstein propôs um modelo temporal infinito, mas espacialmente finito, como sua cosmologia preferida em 1917, em seu artigo Considerações Cosmológicas na Teoria Geral da Relatividade.
Após a descoberta da relação entre o desvio para o vermelho e a distância (deduzida pela correlação inversa do brilho galáctico ao desvio para o vermelho) por Vesto Slipher e Edwin Hubble, o padre católico romano Georges Lemaître interpretou o desvio para o vermelho como uma prova da expansão universal e, portanto, de um Big Bang, enquanto Fritz Zwicky propôs que o deslocamento para o vermelho fosse causado pelos fótons perdendo energia à medida que passavam pela matéria e/ou forças no espaço intergaláctico. A proposta de Zwicky passaria a ser chamada de "luz cansada" - um termo cunhado pelo principal proponente do Big Bang, Richard Tolman.